# Deutsches Jungvolk

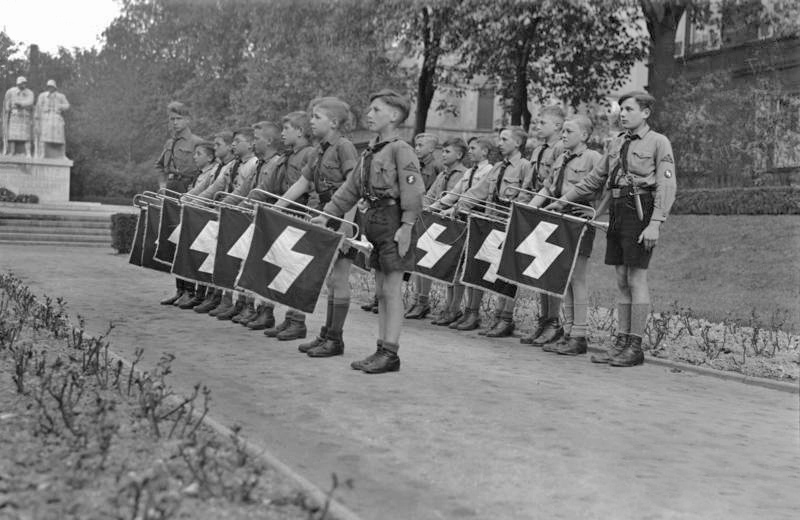
Deutsches Jungvolk w Wormacji, 1933

Deutsches Jungvolk – obowiązkowa od 1939 r., organizacja w strukturach Hitlerjugend, zrzeszająca chłopców w wieku 10–14 lat. Opierała się na ideologii nazistowskiej oraz rasistowskiej wizji aryjskiej wyższości rasowej. Członkowie DJ byli uczeni od najmłodszych lat lojalności wobec Adolfa Hitlera oraz przykładania uwagi do rozwijania siły fizycznej, witalności, odwagi oraz zainteresowania militaryzmem. W nazistowskiej ideologii wierzono, że dzięki brutalności młodzież zrzeszona w DJ pozbędzie się słabości, dlatego kładziono szczególny nacisk na umiejętności przetrwania, pracy zespołowej, a także zdolności przywódcze. Członkowie nazywani byli oficjalnie Jungvolkjunge, a potocznie Pimpf.
Po ukończeniu 14 lat chłopcy automatycznie stawali się członkami Hitlerjugend.

Wczesny proporzec Deutsches Jungvolk (przed 1933)

Najmniejszą jednostką organizacyjną była drużyna (Jungenschaft), licząca dziesięciu chłopców. Cztery drużyny tworzyły szczep (Jungzug) a cztery szczepy – chorągiew (Fähnlein; ok. 160 chłopców). Trzy lub cztery chorągwie stanowiły plemię (Jungstamm; ok. 600 osób), a 4 do 5 plemion – Bann (od 2400 do 3600 członków). Około 20 plemion składało się na obszar (Gebiet).